# Merlión
El Merlión (en malayo: Singa-Laut) es la mascota oficial de Singapur, representado como una criatura mítica con cabeza de león y cuerpo de pez. Debido a naturaleza simbólica para Singapur y para los singapurenses en general, es ampliamente utilizado para representar tanto a la Ciudad-Estado como a su gente en equipos deportivos, publicidad, marcas, turismo y como personificación nacional.
El Merlión se utilizó por primera vez en Singapur como logotipo de la oficina de turismo.

## Estatuas de Merliones
- La estatua original de 8.6 metros de altura en el Parque Merlión.
- La estatua más pequeña, de dos metros de altura, que estaba detrás de la estatua original, pesaba 3 toneladas y era comúnmente conocida como el "cachorro de Merlión".
- La gigantesca réplica de 37 metros de altura en la isla de Sentosa.
- La estatua de polímero vidriado de tres metros de altura de la oficina de turismo, terminada en 1995.
- La estatua de polímero de tres metros de altura en el Monte Faber.

## Galería

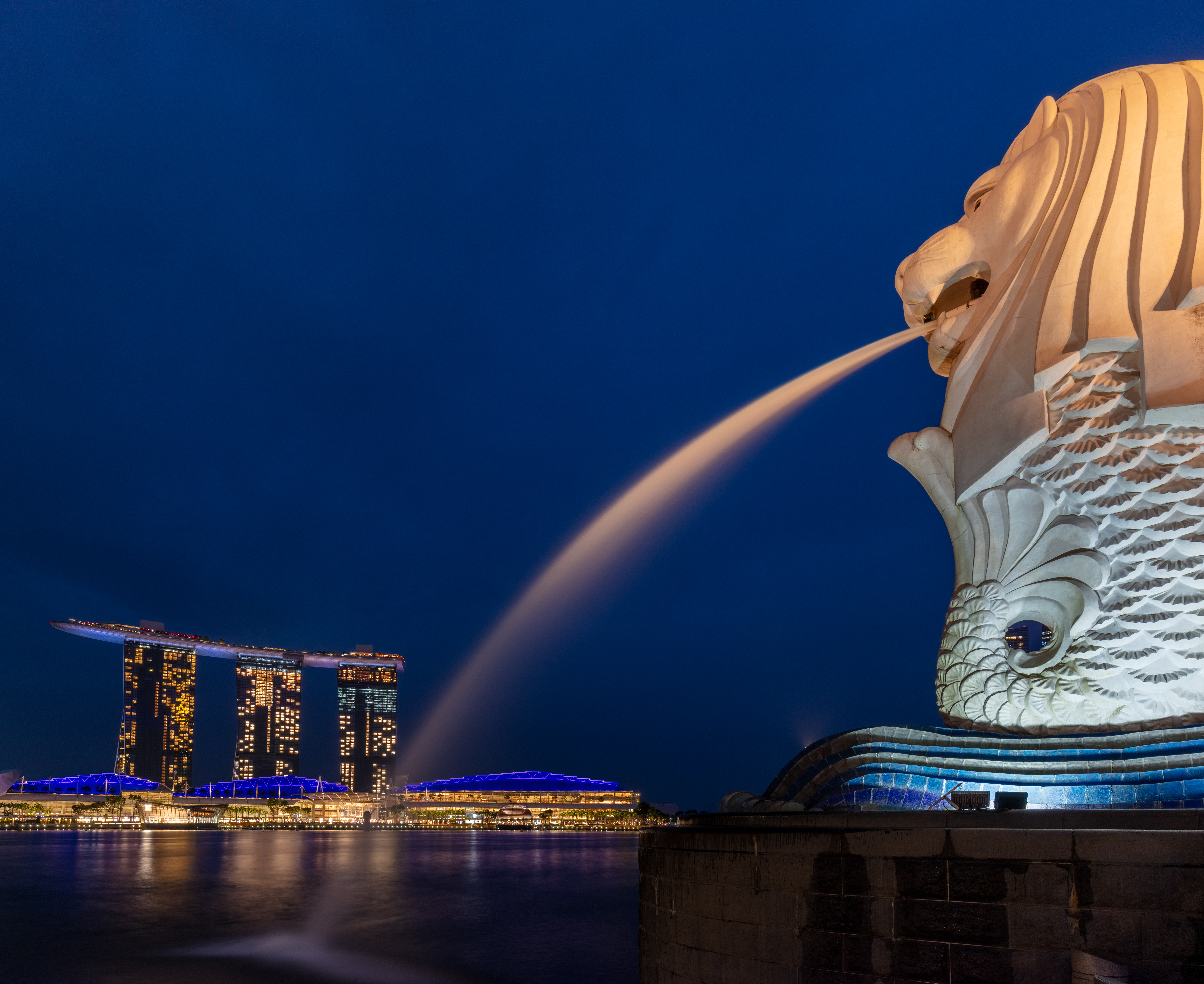
El Merlión del parque Merlión con el Marina Bay Sands al fondo.
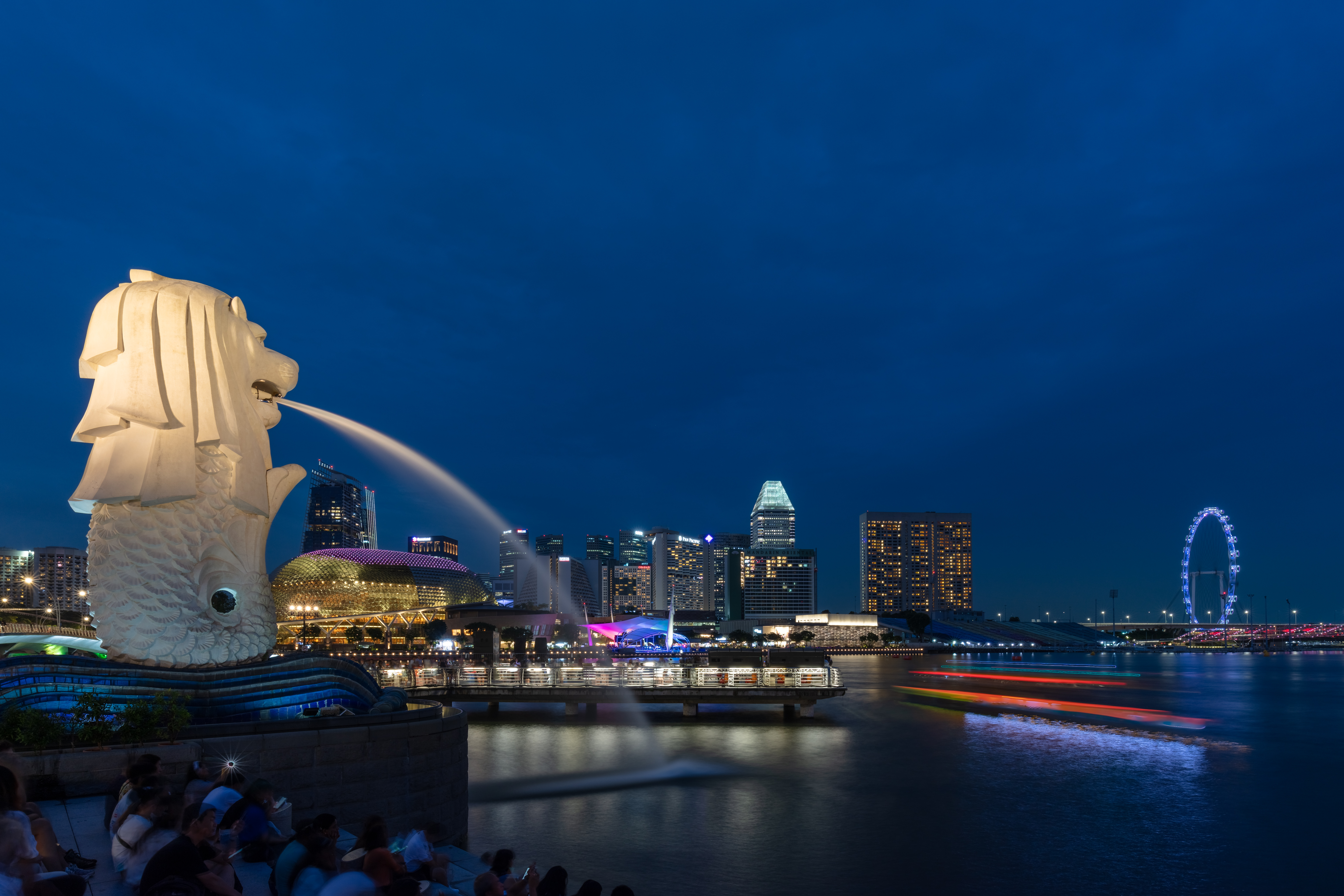
Vista opuesta.
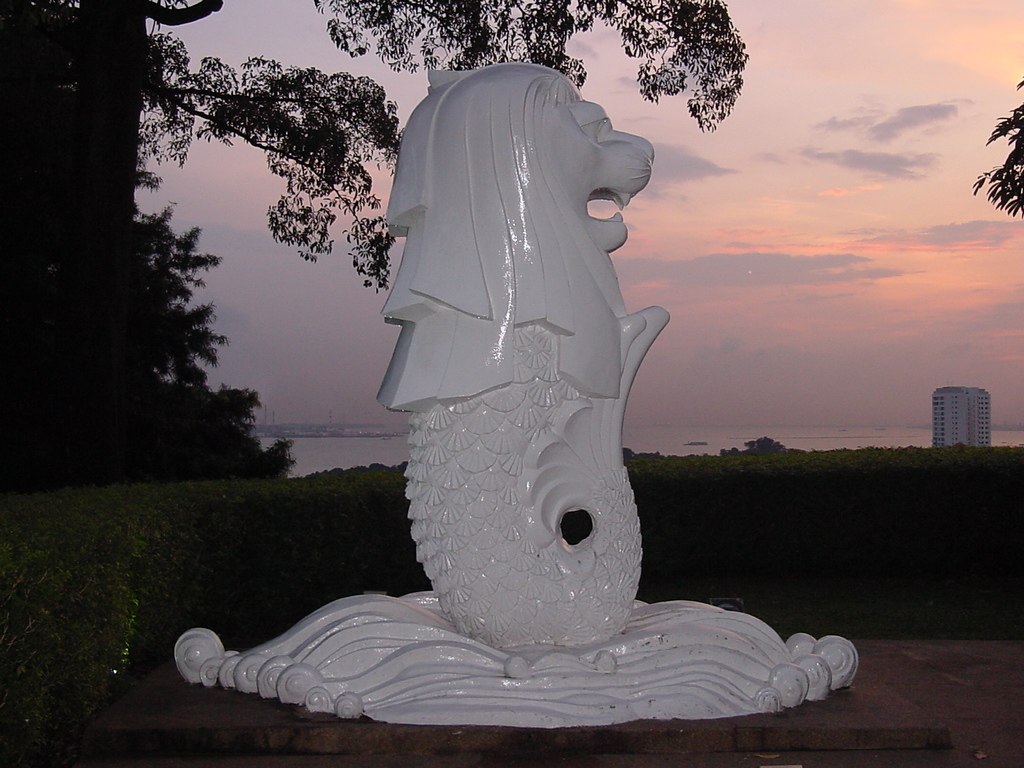
El Merlión de la isla de Sentosa.
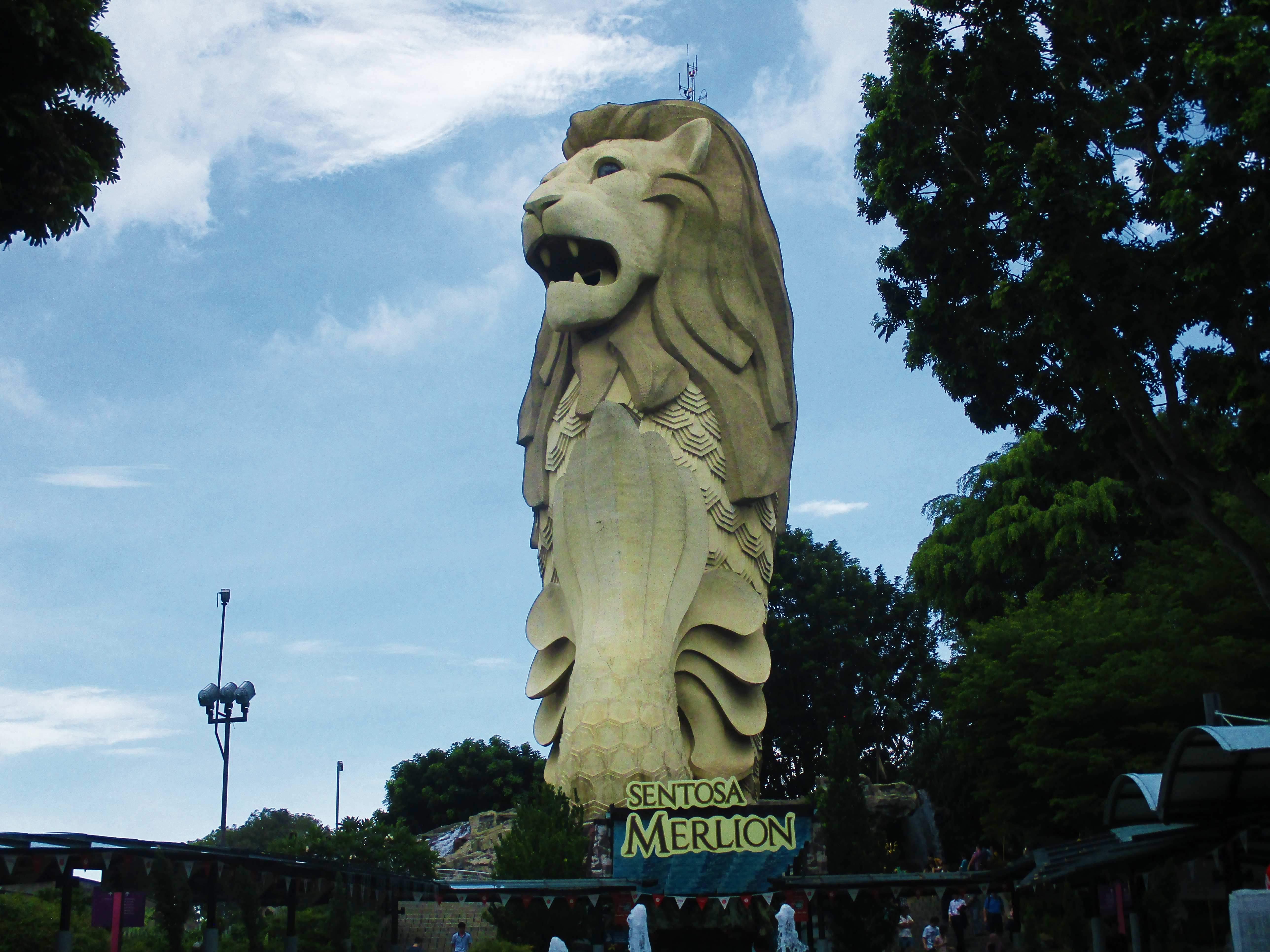
El Merlión del Monte Faber.

- Datos: Q208760
- Multimedia: Merlion statues (Merlion Park) / Q208760